# Castellina (Soragna)
Castellina è una frazione del comune di Soragna, in provincia di Parma.
La località dista 2,03 km dal capoluogo.

## Geografia fisica
La località della bassa parmense sorge in posizione pianeggiante a sud di Soragna, sulla riva destra del torrente Stirone.

## Storia
Il borgo di Soragna, menzionato per la prima volta nel 712 in un diploma del re dei Longobardi Liutprando, era difeso in epoca medievale da quattro castelli, tra cui il Castrum Vetus de Sancta Maria de Soranea, in seguito noto come "la Castellina", edificato entro il 996 probabilmente per volere di Oberto I.
L'assegnazione dei diritti su Soranea avvenne nel 1145, quando il marchese Oberto I Pallavicino cedette le rovine del maniero di Santa Maria al Comune di Piacenza, che, in cambio del giuramento di vassallaggio, gli restituì il feudo concedendogli inoltre la possibilità di ricostruire la fortezza.
Nel 1198 il marchesato di Soragna fu diviso in due parti, probabilmente per motivi ereditari: la porzione alla sinistra del torrente Stirone, col Castrum Novum di Soragna, fu assegnata a Guido Lupi, capostipite della casata, mentre quella alla destra del corso d'acqua, col Castrum Vetus de Soranea, rimase ai Pallavicino.
Il marchese Oberto II Pallavicino ricevette conferma dell'investitura sul maniero e sui suoi numerosi castelli del Parmense sia da parte dell'imperatore del Sacro Romano Impero Federico II di Svevia nel 1224 sia parte del re dei Romani Corrado IV di Svevia nel 1254; alla sua morte nel 1269, la proprietà passò al figlio Manfredino.
Nel 1311, in seguito dalla rottura della tregua tra i da Correggio e il Comune di Parma da una parte e le famiglie Rossi e Pallavicino dall'altra, i Lupi ne approfittarono per occupare il castel Vecchio; tre anni dopo, la pace fu nuovamente raggiunta e Manfredino Pallavicino tornò in possesso del maniero. Nel 1325 i parmigiani si schierarono dalla parte guelfa, appoggiando il papa Giovanni XXII; il marchese Manfredino non aderì e i suoi castelli di Santa Maria e Parola furono distrutti dai parmigiani, che convinsero il pontefice ad assegnare i feudi ai Lupi; l'anno seguente, tuttavia, l'imperatore Ludovico il Bavaro riconfermò le antiche investiture ai Pallavicino.
Nel 1360 l'imperatore Carlo IV di Lussemburgo confermò a Oberto III Pallavicino i diritti su numerosi feudi del Parmense, tra cui il Castrum Vetus de Sancta Maria de Soranea Marchionorum Pallavicinorum. Anche suo figlio Niccolò ricevette conferma dei diritti feudali nel 1395 da parte dell'imperatore Venceslao di Lussemburgo.
Nel 1407 il maniero di Castellina, appartenente a Rolando il Magnifico, figlio di Niccolò, fu conquistato da Ottobuono de' Terzi; nel 1411 subentrò il marchese di Ferrara Niccolò III d'Este, che, divenuto nuovo signore di Parma dopo l'uccisione di Ottobuono, conquistò alcuni feudi di Orlando; quest'ultimo raggiunse una tregua con l'Estense e gli offrì i propri servigi, ottenendo in cambio la restituzione del castello di Santa Maria.
Nel 1441 Niccolò Piccinino attaccò su più fronti lo Stato Pallavicino, costringendo Rolando il Magnifico alla fuga; le sue terre furono incamerate dal duca di Milano Filippo Maria Visconti, che nel 1442 le assegnò in gran parte al Piccinino. Nel 1457 Francesco Sforza investì Oberto Pallavicino, figlio di Rolando, dei manieri di Castellina, Tabiano e, per metà col fratello Gian Francesco, Solignano.
Nel 1551, durante la guerra di Parma che oppose il duca Ottavio Farnese, appoggiato dal re di Francia Enrico II, e il papa Giulio III, alleato dell'imperatore Carlo V d'Asburgo, le truppe pontificie assaltarono il maniero, distruggendolo parzialmente; in seguito Ferrante I Gonzaga occupò per conto dell'imperatore la rocca, ma alcuni mesi dopo le milizie farnesiane contrattaccarono ed espugnarono la fortificazione, ormai ridotta in rovina.
Intorno al 1613 il marchese Gerolamo Galeazzo III Pallavicino, per sostenere le ingenti spese della causa intentata nei confronti del congiunto Alessandro Pallavicino di Zibello per la successione nello Stato Pallavicino, alienò il feudo di Castellina al marchese di Soragna Giampaolo IV Meli Lupi.
I Meli Lupi vendettero successivamente i diritti su Castellina al marchese Papiniano Giandemaria, il cui figlio Giacomo morì nel 1691; il feudo, assorbito dalla Camera Ducale di Parma, fu assegnato nel 1707 al conte Alessandro Ranuccio Ugolini.
Dopo il 1781 il duca Ferdinando di Borbone investì il conte Giuseppe Pompeo Sacco dei diritti feudali su Castellina, che rimasero alla famiglia fino alla loro abolizione sancita da Napoleone nell'ex ducato di Parma e Piacenza nel 1805. Castellina divenne quindi frazione del nuovo comune (o mairie) di Soragna.

## Monumenti e luoghi d'interesse

### Chiesa dell'Annunciazione di Maria Vergine

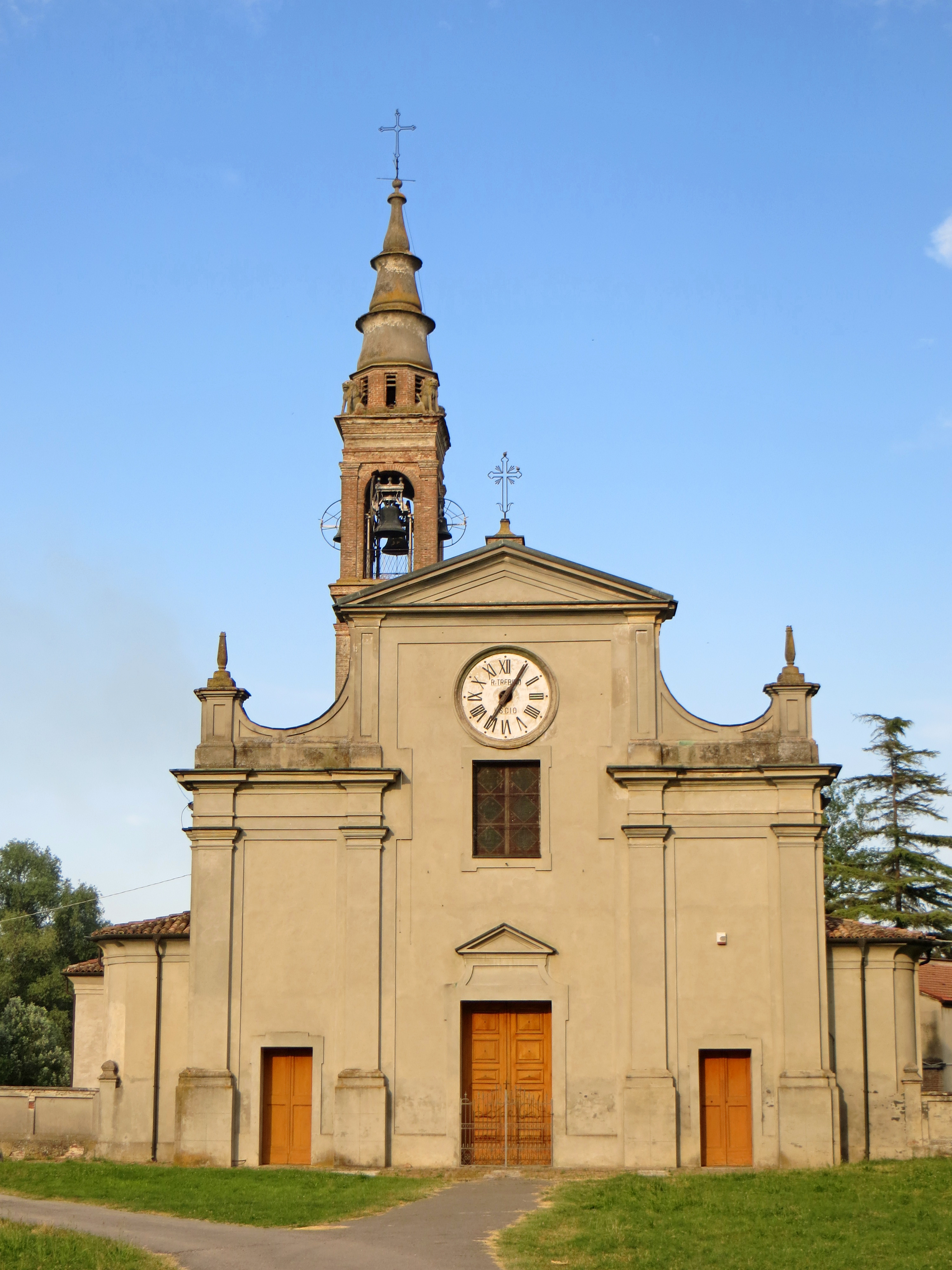
Chiesa dell'Annunciazione di Maria Vergine

Menzionata per la prima volta nel 1230, la chiesa collegiata, sede di prevostura appartenente fin dalle origini alla diocesi di Parma, fu ristrutturata completamente tra il 1752 e il 1756; arricchita della facciata neoclassica con elementi barocchi nel 1803, fu modificata internamente nella zona presbiteriale nel 1874; restaurata nel 1902 in seguito allo straripamento del vicino torrente Stirone, fu risistemata nelle coperture tra il 2007 e il 2008; il luogo di culto conserva al suo interno alcune opere di pregio, tra cui la pala d'altare raffigurante l'Annunciazione di Maria, eseguita nei primi anni del XVII secolo da Andrea Mainardi detto "il Chiaveghino".

### Chiesa di San Pietro

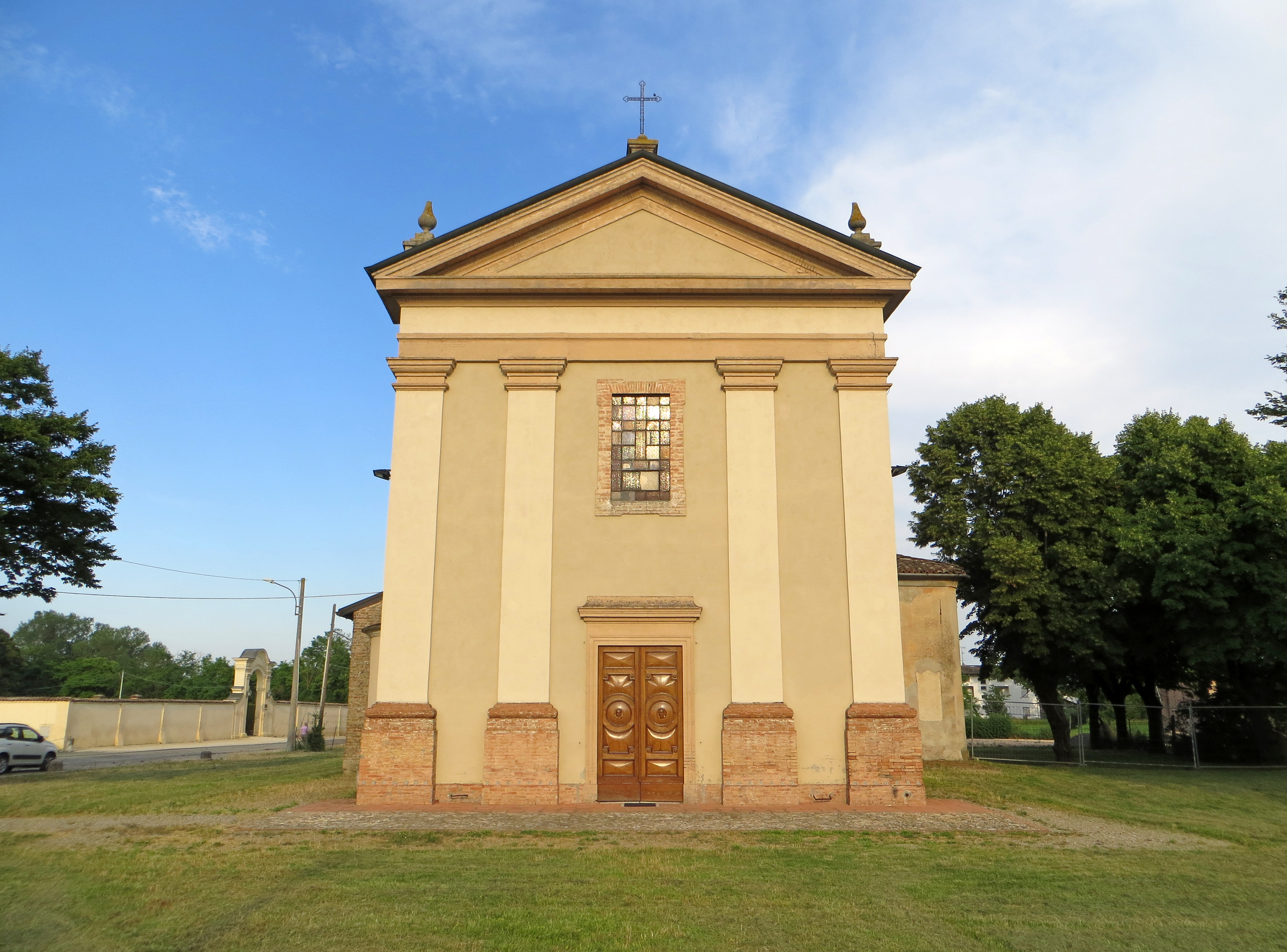
Chiesa di San Pietro

Menzionata per la prima volta nel 1226, la chiesa, appartenente originariamente alla diocesi di Parma e passata successivamente sotto quella di Fidenza, fu modificata in stile barocco nel 1681; ristrutturata nelle coperture nel 1761, fu arricchita con la nuova facciata neoclassica progettata dall'ingegner Ferdinando Belli nel 1883; restaurata internamente agli inizi del XX secolo, fu riannessa alla diocesi di Parma nel 1948; danneggiata da un terremoto nel 1983, fu consolidata strutturalmente tra il 1984 e il 1985 e risistemata nelle coperture tra il 2008 e il 2009.

### Castello
Edificato originariamente entro il 996 probabilmente per volere di Oberto I, il castel Vecchio di Santa Maria fu ristrutturato nel 1145 dal marchese Oberto I Pallavicino, discendente del primo costruttore; distrutto nel 1325 dai parmigiani, fu ricostruito nel 1389 da Niccolò Pallavicino per concessione del signore di Milano Gian Galeazzo Visconti; espugnato nel 1407 da Ottobuono de' Terzi, fu restituito a Rolando il Magnifico nel 1411 dal marchese di Ferrara Niccolò III d'Este; incamerato dal duca di Milano Filippo Maria Visconti nel 1441, fu riassegnato dopo alcuni anni al marchese Orlando, che lo trasmise al figlio Oberto, capostipite dei marchesi di Tabiano; attaccato e parzialmente distrutto durante la guerra di Parma del 1551 dalle truppe pontificie e imperiali, fu riconquistato e profondamente danneggiato dopo pochi mesi dall'esercito farnesiano; alienato intorno al 1613 al marchese di Soragna Giampaolo IV Meli Lupi e rivenduto successivamente ai marchesi Giandemaria, fu assegnato nel 1707 al conte Alessandro Ranuccio Ugolini, che avviò i lavori di costruzione della villa Castellina nei pressi della rocca, demolita tra il 1752 e il 1756 per riutilizzare parte dei materiali nella ristrutturazione della vicina chiesa dell'Annunciazione di Maria Vergine.

### Villa Castellina

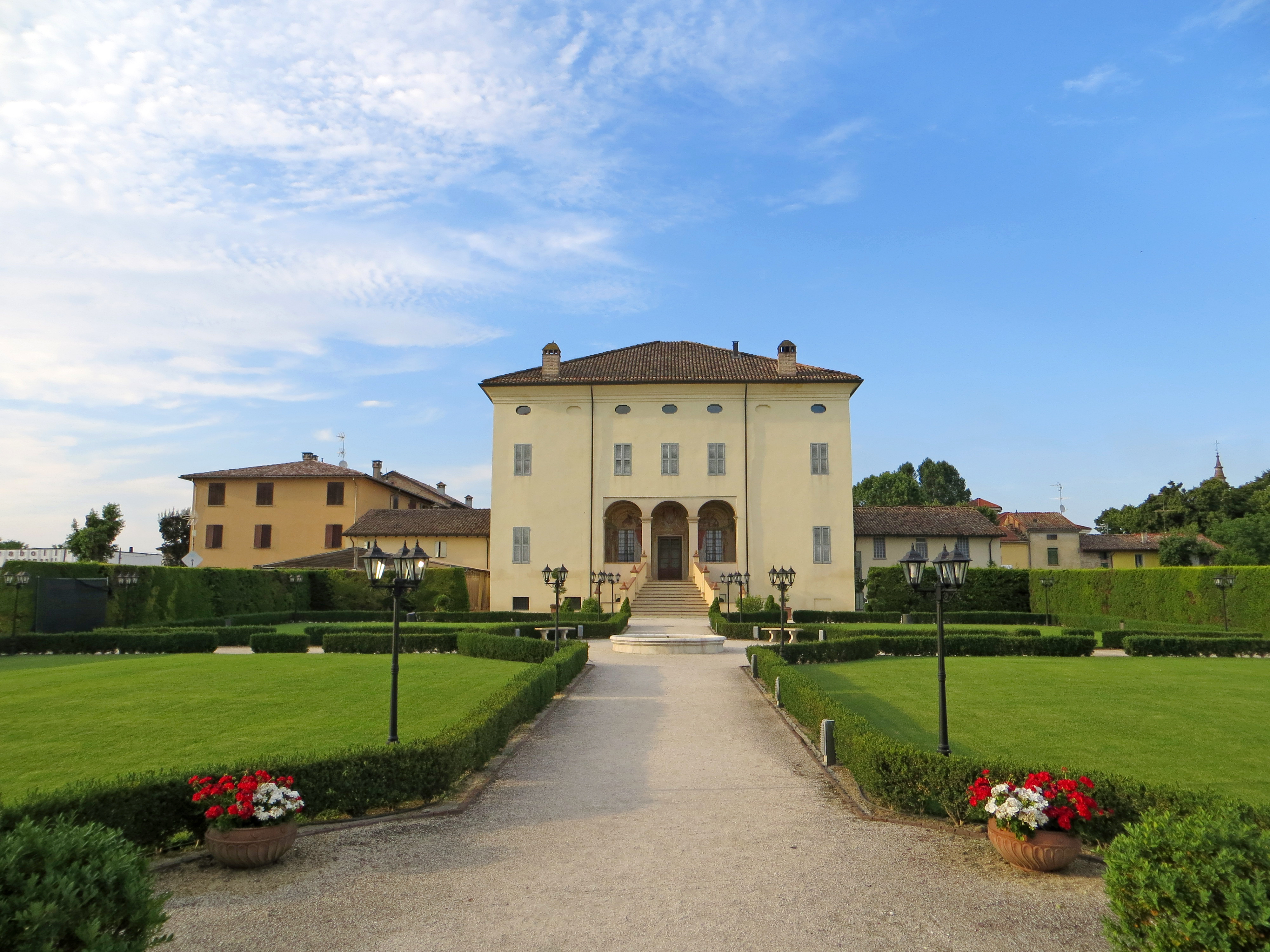
Villa Castellina

Edificata nei pressi delle rovine del castello di Castellina agli inizi del XVIII secolo per volere del conte Alessandro Ranuccio Ugolini, la villa barocca passò alla fine del secolo ai conti Sacco e nel XIX alla famiglia Tagliaferri; caduta in declino dopo l'estinzione della casata, fu acquistata dalla famiglia Pedroni, che intorno al 2000 ne avviò i lavori di completo recupero; l'edificio, preceduto da un giardino all'italiana, è caratterizzato dalla presenza di due porticati a tre arcate al centro delle facciate contrapposte; all'interno si trova un ampio androne passante interamente decorato con scenografici affreschi.